# Бруил (Долина Аосте)
Бруил је насеље у Италији у округу Долина Аосте, региону Долина Аосте.
Према процени из 2011. у насељу је живело 60 становника. Насеље се налази на надморској висини од 1727 м.